# جون بي. ويست
جون بي. ويست (بالإنجليزية: John B. West)‏ هو أستاذ جامعي أسترالي، ولد في 1928 في أديلايد في أستراليا.